# 618349 Williekoorts
618349 Williekoorts è un asteroide areosecante. Scoperto nel 2017, presenta un'orbita caratterizzata da un semiasse maggiore pari a 2,3198621 au e da un'eccentricità di 0,3506475, inclinata di 32,35548° rispetto all'eclittica.
Dal 27 febbraio al 25 settembre 2023, quando 623827 Nikandrilyich ricevette la denominazione ufficiale, è stato l'asteroide denominato con il più alto numero ordinale. Prima della sua denominazione, il primato era di 616689 Yihangyiyang.
L'asteroide è dedicato all'astronomo amatoriale sudafricano Willem P. Koorts.